# マッシモ・ルオンゴ
マッシモ・ルオンゴ（Massimo Luongo）こと、マッシモ・コーリー・ルオンゴ（Massimo Corey Luongo、1992年9月25日 - ）は、オーストラリア・ニューサウスウェールズ州シドニー出身のサッカー選手。フットボールリーグ・チャンピオンシップ・イプスウィッチ・タウンFC所属。元オーストラリア代表。ポジションはミッドフィールダー。

## 経歴

### クラブ
2011年1月、トライアルを経てトッテナム・ホットスパーFCと契約を結んだ。9月20日、リーグカップ3回戦のストーク・シティFC戦でプロデビューを果たした。トッテナムでの公式戦試合出場は結局この1試合のみに終わった。
2013年8月、期限付き移籍で加入していたスウィンドン・タウンFCに完全移籍することが発表された。
2015年5月、クイーンズ・パーク・レンジャーズFCに移籍。2019年8月、シェフィールド・ウェンズデイFCに移籍。
2019年9月8日、シェフィールド・ウェンズデイFCに移籍。
2022年9月8日、ミドルズブラFCに移籍。

### 代表
オーストラリア代表としてAFCアジアカップ2015の全6試合に先発出場し、開幕戦のクウェート戦と、決勝の韓国戦で得点をするなど、オーストラリア代表のアジアカップ初優勝に貢献。大会最優秀選手に選ばれた。

## 代表歴

### 出場大会
- U-20オーストラリア代表
- オーストラリア代表
  - 2014年 - 2014 FIFAワールドカップ（グループリーグ敗退）
  - 2015年 - AFCアジアカップ2015（優勝）
  - 2018年 - 2018 FIFAワールドカップ

### 試合数
- 国際Aマッチ 44試合 6得点（2014年-）[7]

| オーストラリア代表 | 国際Aマッチ | 国際Aマッチ |
| 年                 | 出場        | 得点        |
| ------------------ | ----------- | ----------- |
| 2014               | 4           | 0           |
| 2015               | 12          | 2           |
| 2016               | 7           | 3           |
| 2017               | 8           | 0           |
| 2018               | 7           | 1           |
| 2019               | 4           | 0           |
| 2020               | 0           | 0           |
| 2021               | 0           | 0           |
| 2022               | 0           | 0           |
| 2023               | 2           | 0           |
| 通算               | 44          | 6           |

## タイトル

### 代表
オーストラリア代表
- AFCアジアカップ：2015

### 個人
- AFCアジアカップ最優秀選手賞：2015